# Аниций Фауст Албин Василий
Аниций Фауст Албин Василий (на латински: Anicius Faustus Albinus Basilius; Flavius Basilius iunior) e политик на Източната Римска империя и последният консул на Римската империя.
Произлиза от фамилията Деции и по майчина линия от фамилията Аниции. Внук е на Флавий Цецина Деций Максим Василий (консул 480 г.) и син на Фауст Албин Младши (консул 493 г.) и Глафира.
През 541 г. Василий е консул без колега в Константинопол, (Post consulatum Iustini на Запад). През 542 г. службата консул е премахната de facto от император Юстиниан I.
През 541 г. той става comes domesticorum, vir illustris и patricius.
На 17 декември 546 г. Василий е в Рим. Той бяга от Рим, когато остготският крал Тотила превзема още веднъж града и отива с други римски аристократи в Константинопол.